# Пани з Коротина
Пани з Коротина — моравський шляхетний рід панського стану з Коротина. Були старовинною моравською панівною династією. У ранніх документах їх записували пани зі Скоротина (Skorotína), пізніше стали писати — з Коротина.

## Історія
Стародавній панський рід походить зі Скоротина, що в Моравії. Перша збережена згадка датується 1437 р. Пан Пржех зі Скоротина був власником Скоротина в 1437—1463 роках.
Судовий запис 1516 року згадує про обмін Банова на Францову Лготу, що належали Феліксу з Коротина. Він також був власником маєтків Банов, Недахлебіце, Славічин.
Наступний запис — від 1 травня 1520 р. і стосується поділу спадщини від батька між братами Їржиком і Феліксом із Скоротина та їхньою сестрою Маркетою.
Пан Їржик зі Скоротина служив при дворі короля Людвіка Ягеллона.
Представники роду брали участь у низці повстань проти панування Габсбургів у Чехії і Моравії. Після придушення повстань значення роду в державних і політичних справах країни занепадає.
Герб панів з Коротина: сріблясто-блакитний розділений на чотири частини щит (верхнє праве та нижнє ліве поля сріблясті, інші сині). Шолом з короною, прикрасою з 3 страусиних пер сріблясто-блакитних кольорів, що чергуються, і два бичачі роги з боків.